# Stéphane Lambiel

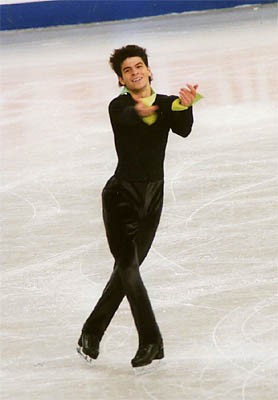
Stephane Lambiel på VM i Moskva 2005

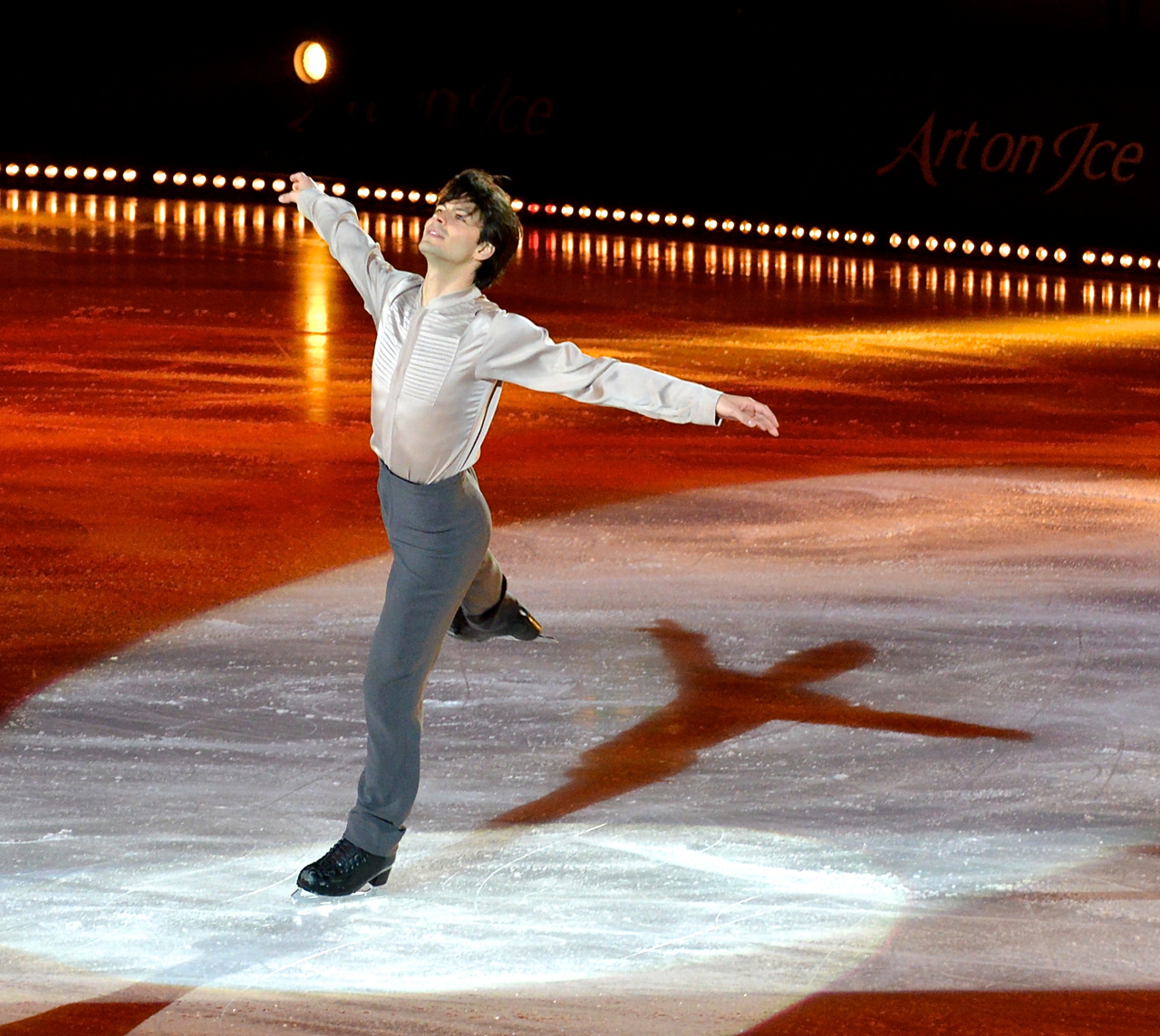
Stéphane Lambiel under Art on Ice i Globen 2014.

Stéphane Lambiel "le Petit Prince" (Lille prinsen), är en schweizisk konståkare. Han föddes den 2 april 1985 i Martigny, Schweiz men bor numera i Lausanne. 
Lambiel är mest känd för sina kreativa och vackra piruetter.

## Biografi
Stéphane Lambiel började åka konståkning när han var sju år, tillsammans med sin syster Sylvia. Hans mamma försökte få honom att börja träna ishockey i stället. Men nio år gammal började han träna med Peter Grutter, som fortsatte att vara hans tränare även som professionell. Under sitt sista år som professionell tränades han dock av ukrainaren Viktor Petrenko. 
2005 och 2006 blev han världsmästare i herrarnas program. Under världsmästerskapen 2005 var ryssen Jevgenij Plusjenko och Frankrikes Brian Joubert storfavoriter men när Plusjenko var skadad och Joubert åkte bort sig, så kunde Lambiel ta Schweiz första herrguld på 60 år. Utöver detta tog han silver i de Olympiska vinterspelen 2006 och han har även varit nationsmästare nio gånger.
Den 16 oktober 2008 berättade Stéphane Lambiel att han tänkte avsluta sin konståkningskarriär, endast 23 år gammal, och istället uppträda som showåkare. Anledningen var en lårskada som inte ville läka. I juli 2009 meddelade han dock att han skulle återgå till tävlingsåkandet och försöka att kvalificera sig för vinter-OS i Vancouver 2010.